# استارلوکس ایرلاینز
استارلوکس ایرلاینز (انگلیسی: Starlux Airlines) شرکت هواپیمایی تایوانی است، که در سال ۲۰۱۶ تأسیس شد.